# Whitbread Round the World 1985-1986
De Whitbread Round the World 1985-1986 was de vierde editie van de zeilwedstrijd om de wereld die tegenwoordig de "Volvo Ocean Race" heet. De race werd gewonnen door de Franse boot "L'Esprit d'Équipe" van de schipper Lionel Péan. Dezelfde boot deed bij de vorige editie mee onder de naam "33 Export".

## Route
Net als vier jaar geleden werden vier etappes gevaren. De havenplaatsen waren dezelfde als bij de vorige editie, behalve dat het Uruguayaanse Punta del Este in plaats van het Argentijnse Mar del Plata werd aangedaan. Op 28 september 1985
```
zijn 15 boten gestart vanuit Portsmouth. Het zou tot 1997 de laatste keer zijn dat 
Zuid-Afrika
 werd aangedaan. Dit vanwege de internationale boycot van dit land vanwege zijn 
apartheidsregime
.
```

| Etappe | Start          | Finish         | Afstand  | Datum start       | Winnaar           |
| ------ | -------------- | -------------- | -------- | ----------------- | ----------------- |
| 1      | Portsmouth     | Kaapstad       | 7.350 Nm | 28 september 1985 | L'Esprit d'Équipe |
| 2      | Kaapstad       | Auckland       | 7.300 Nm | 4 december 1985   | Philips Innovator |
| 3      | Auckland       | Punta del Este | 6.215 Nm | 14 februari 1986  | L'Esprit d'Équipe |
| 4      | Punta del Este | Portsmouth     | 5.875 Nm | 9 april 1986      | L'Esprit d'Équipe |

## Teams
Aan de vierde editie deden 15 teams mee. Dertien haalden de finish.

## Scoringssysteem
Van elke etappe werd de gevaren tijden volgens het handicapsysteem gecorrigeerd. De gecorrigeerde tijden voor elke etappe werden bij elkaar opgeteld. Het team met de snelste tijd won de race was de winnaar. Het parcours werd het snelst afgelegd door de "UBS Switzerland" in 117 dagen maar de "L'Esprit d'Équipe", die 132 dagen nodig had, won na correctie voor de handicap.

## Eindklassement
| Positie | Team                  | Land                | Schipper(s)                                 | Gecorrigeerde tijd  |
| ------- | --------------------- | ------------------- | ------------------------------------------- | ------------------- |
| 1       | L'Esprit d'Équipe     | Frankrijk           | Lionel Péan                                 | 111 dagen en 23 uur |
| 2       | Philips Innovator     | Nederland           | Dirk Nauta                                  | 112 dagen en 21 uur |
| 3       | Fazer Finland         | Finland             | Michael Berner                              | 115 dagen en 0 uur  |
| 4       | UBS Switzerland       | Zwitserland         | Pierre Fehlmann                             | 117 dagen en 4 uur  |
| 5       | Rucanor Tristar       | België              | Gustaaf Versluys, Ann Lippens               | 118 dagen en 9 uur  |
| 6       | Fortuna Lights        | Spanje              | Javier Visiers, Jorgie Brufau, Antonio Guiu | 121 dagen en 0 uur  |
| 7       | Lion New Zealand      | Nieuw-Zeeland       | Peter Blake                                 | 121 dagen en 7 uur  |
| 8       | Drum                  | Verenigd Koninkrijk | Skip Novak                                  | 122 dagen en 6 uur  |
| 9       | Equity & Law          | Nederland           | Pleun van der Lugt                          | 123 dagen en 6 uur  |
| 10      | Cote d'Or             | België              | Eric Tabarly                                | 125 dagen en 19 uur |
| 11      | Shadow of Switzerland | Zwitserland         | Otto & Nora Zehender-Mueller                | 128 dagen en 11 uur |
| 12      | Norsk Data GB         | Verenigd Koninkrijk | Bob Salmon                                  | 136 dagen en 1 uur  |
| 13      | SAS Baia Viking       | Denemarken          | Jesper Norsk                                | 144 dagen en 18 uur |
| Dnf     | NZI Enterprise        | Nieuw-Zeeland       | Digby Taylor                                | -                   |
| Dnf     | Atlantic Privateer    | Verenigde Staten    | Padda Kuttel                                | -                   |

Dnf: niet gefinisht